# 阿里-阿克巴尔·达瓦尔
阿里-阿克巴尔·达瓦尔（波斯語：‎，1885年—1937年2月9日），是伊朗巴列维王朝时期的政治家和法学家，也是伊朗现代司法制度的创始人。

## 延伸阅读
- Davar Ardalan, My Name Is Iran: A Memoir (Henry Holt and Co., New York, 2007). ISBN 0-8050-7920-3, ISBN 978-0-8050-7920-3.